# オープン・コミュニオン
オープン・コミュニオン（英語: Open Communion）とは、コミュニオン（聖餐）への参加を所属教会員以外の者にも許すコミュニオンの形態。オープン聖餐とも。聖公会の一部、プロテスタントの一部教派で実施されている。正教会とカトリック教会は、オープン・コミュニオンを採らず、オープン・コミュニオンが実施もしくは議論の対象になるのは、専ら聖公会、プロテスタントにおいてである。
教会史の文脈においては、「洗礼は受けているが回心体験を告白していない成人が聖餐式に与ること」という定義が当てはめられる場合がある。

## 語義
オープン・コミュニオンには三通りの語義がある。
1. 洗礼を受けていれば、所属教派を問わず、コミュニオン（聖餐）への参加を許す実施形態[1]（教派・個々の教会によっては、洗礼の有無の他に聖餐理解の一致を要件として求めるところがある[2]）
2. 洗礼を受けた者に対してだけでなく、洗礼を受けていない者に対しても、コミュニオン（聖餐）への参加を許す実施形態[5]
3. 洗礼は受けているが回心体験を告白していない成人が聖餐式に与ること[4]

2番の語義を表す別の用語として「フリー聖餐」があるが、「オープン聖餐」と「フリー聖餐」とは元来は違う語義をもつ単語であり、上記2番の語義で用語「オープン聖餐（オープン・コミュニオン）」を使うのは誤用であるとの見解（上記1番の語義のみを「オープン聖餐」とし、上記2番の語義を「フリー聖餐」と呼んで区別する見解）もある。
他方、洗礼を受けていない者にコミュニオンへの参加を拡大するオープン・コミュニオン（Open Communion）の態様について反対派と容認派（推進派）の議論がアメリカで起きており、2番の語義で語彙「オープン・コミュニオン」（Open Communion）が使われるケースは近年になって出てきている。
ただし、日本で議論の対象となっているフリー聖餐は上記2番の概念のみを指すものであって、1番のように洗礼を受けた者のみにコミュニオン参加を限定する概念を指す用語としては使われない。したがって、「フリー聖餐」と「オープン・コミュニオン（オープン聖餐）」とは、完全な同義ではない。
教会史において3番の語義「洗礼は受けているが回心体験を告白していない成人が聖餐式に与ること」という定義を「オープン・コミュニオン」に当てはめる場合もある。この定義において問題になるのは堅信もしくは信仰告白の有無であって、教派の違いではない（同一教派内における聖餐を許す範囲の問題）。

## 実施状況
アメリカ合衆国において、信徒数規模の大きな教会での実施状況としては、（教派を問わず）洗礼を受けておりかつ聖餐理解の一致を要件としてオープン・コミュニオンを実施している教会としてアメリカ福音ルター派教会（en:Evangelical Lutheran Church in America、北米で最大のルター派教会）が挙げられる。但し米国における全てのルーテル教会がオープン・コミュニオンを実施しているわけではない。
（教派を問わず）洗礼のみを要件とする教会として米国聖公会が挙げられる。
他方、多くのバプテスト教会はオープン・コミュニオンを実施していない。